# Tetryl
Tetryl (tetranitrometylanilin) är en kemisk förening som används som sprängämne. Utgångsmaterial vid tillverkning av tetryl är dimetylanilin. Av denna framställes genom behandling av koncentrerad svavelsyra dimetylanilinsvavelsyra, som sedan genom nitrering med salpetersyra överföres till tetryl enligt reaktionsformeln
 + 7 HNO3 {\displaystyle \rightarrow } 
När denna process är klar, får man produkten i form av små kristaller. Dessa tvättas neutrala genom upprepade uppslamningar i vatten, omkristalliseras därefter i aceton eller annat lämpligt lösningsmedel, och torkas vid 50 °C.

## Egenskaper
Den färdiga tetrylen utgöres av små ljusgula kristaller med en smältpunkt på ungefär 129 °C och en densitet på 1,72 g/cm³. Den är i regel olöslig i vatten och mycket svårlöslig i alkohol. I bensen och aceton löser den sig lätt. Tetrylen färgar hud starkt rödbrun, och den anses vara något giftigare än trotyl. Den är även betydligt stötkänsligare än detta sprängämne, och används därför sällan i ren form mer än i initieringssammanhang. Tetryl har mer och mer blivit utkonkurrerat av pentyl.